# Kościół ewangelicko-augsburski w Zabrzu-Mikulczycach
Kościół ewangelicko-augsburski w Zabrzu-Mikulczycach – kościół filialny parafii ewangelicko-augsburskiej w Zabrzu. Mieści się przy ulicy Brygadzistów, w Zabrzu, w dzielnicy Mikulczyce, w województwie śląskim.

## Historia
Plany wybudowania świątyni luterańskiej w Mikulczycach powstały już w 1930 roku, ale z powodu braku środków finansowych nie zostały one zrealizowane. Projekt został zrealizowany siedem lat później, kiedy w ciągu niespełna dwóch miesięcy została wybudowana do dziś istniejąca budowla. Tak więc od 1937 roku luteranie z Mikulczyc dysponowali świątynią, która była i jest do dziś filiałem parafii Ewangelicko-Augsburskiej w Zabrzu. Świątynię zaprojektowała i wykonała firma Christoph und Unmack z miasta Niska. Firma ta budowała drewniane, proste i funkcjonalne budynki, takie jak kościoły, domy mieszkalne, baraki. Zaletą takiej technologii był bardzo szybki czas budowy oraz niski koszt wykonania. Kościół w Mikulczycach, po II wojnie światowej, został przejęty przez katolików, następnie został odzyskany w 1952 roku. W latach 2001–2002 świątynia została wyremontowana (wymieniono dach, okna, wzmocniono fundamenty i przebudowano schody wejściowe).